# Рушберг
Рушберг (нем. Ruschberg) — община в Германии, в земле Рейнланд-Пфальц. 
Входит в состав района Биркенфельд. Подчиняется управлению Баумхольдер.  Население составляет 835 человек (на 31 декабря 2010 года). Занимает площадь 7,45 км².